# Myrmecophilus manni
Myrmecophilus manni är en insektsart som beskrevs av Schimmer 1911. Myrmecophilus manni ingår i släktet Myrmecophilus och familjen Myrmecophilidae. Inga underarter finns listade i Catalogue of Life.